# قطعنامه ۱۷۵ شورای امنیت
قطعنامه ۱۷۵ شورای امنیت سازمان ملل متحد که در تاریخ ۱۲ سپتامبر ۱۹۶۲ تصویب شد، سندی بین‌المللی دربارهٔ پذیرش اعضای جدید سازمان ملل متحد: ترینیداد و توباگو است. این قطعنامه طی نشست ۱۰۱۸ام با ۱۱ موافق، ۰ مخالف و ۰ ممتنع تصویب شد.